# Никифоров, Александр Алексеевич
 Алекса́ндр Алексе́евич Ники́форов (22 июля [3 августа] 1834, Смоленск — после 1915) — русский инженер-архитектор, автор гражданских и церковных построек в Москве. Один из учредителей Московского архитектурного общества.

## Биография
Окончил Петербургское строительное училище (1855) году со званием гражданского инженера. Имя Никифорова было занесено на мраморную доску как «отличнейшего» выпускника. С 1858 (?) года служил архитектором 3-го отделения IV Округа путей сообщения и публичных зданий. В 1863—1880 годах являлся архитектором Московского университета. С 1882 года работал архитектором Московского учебного округа. С 1867 года служил архитектором при Городской распорядительной думе. В 1872—1873 годах работал московским участковым архитектором. В 1887—1891 годах входил в Комиссию по возведению клинических зданий на Девичьем поле. Исполнял обязанности архитектора Московского технического училища (1892—1894). В 1881—1910 годах архитектор жил в собственном доме в Колымажном переулке, 9.

## Постройки

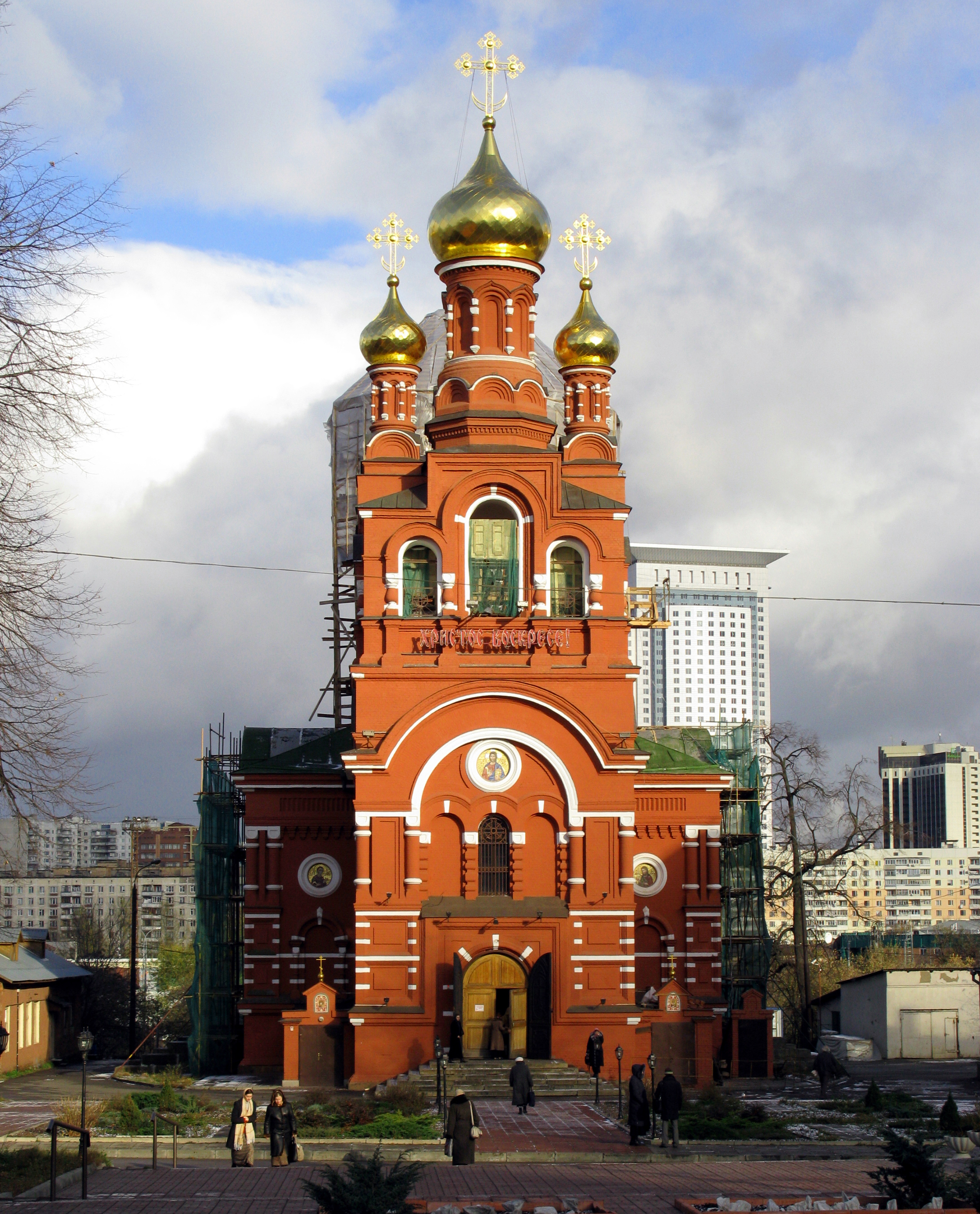
Храм Всех Святых в Красном селе

В числе работ Александра Алексеевича Никифорова: 
- Жилой дом (1871, Москва, улица Покровка, 36/1, строение 1 — Лялин переулок, 1);
- Перестройка храма Св. Александра Невского на дворе Новой Екатерининской больницы у Петровских ворот (1872—1876, Москва, Страстной бульвар, 15/29, ст. 9 — улица Петровка, 29/15), выявленный объект культурного наследия;
- Жилой дом (1875, Москва, Каланчёвская улица, 4/2, строение 1);
- Жилой дом М. П. Арсеньевой, (1876, Москва, Трубниковский переулок, 21), объект культурного наследия регионального значения;
- Анатомический корпус Московского университета (1877, Москва, Моховая улица, 11, строение 8), объект культурного наследия регионального значения;
- Работы в главном доме городской усадьбы И. А. Пупырникова — Я. В. Сукачева (1878, Москва, Большой Кисельный переулок, 5, строения 1—2), ценный градоформирующий объект;
- Перестройка городской усадьбы А. Я. Радонежской под собственный дом (1880-е, Москва, Колымажный переулок, 9, строение 2), ценный градоформирующий объект;
- Реконструкция дома и хозяйственная постройка в доходном владении П. В. Степанова — Е. П. Ярошенко с палатами Емельяна Бутурлина (1890, Москва, Подколокольный переулок, 11/11 — Подкопаевский переулок, 11/11, строение 5);
- Перестройка усадьбы Гагариных (1895, Москва, Новинский бульвар, 20а, строения 3—6);
- Частная женская гимназия В. Н. фон Дервиз (1898, Москва, Гороховский переулок, 10);
- Дом причта Храма святителя Николая в Пыжах (1890-е, Москва, Большая Ордынка, 27/6 — Малая Ордынка, 6/27, строение 3), объект культурного наследия регионального значения;
- Усадьба Зотовых — Д. П. Горихвостова — С. П. Патрикеева «Белые столбы» (Козьмодемьянское), совместно с архитектором Ф. О. Шехтелем (1907—1908, Москва, Правобережная улица, 5), объект культурного наследия федерального значения;

Среди его работ также числятся:
- Пристройки к церкви Адриана и Натальи (1881, Москва, Мещанская улица), не сохранились;
- Театральный флигель (1881, Москва, Садовая-Черногрязская улица, 8);
- Пристройки к собору Зачатьевского монастыря (1887, Москва), не сохранились;
- Храм Всех Святых в Красном селе (1887—1891, Москва, Второй Красносельский переулок, 5);
- Пристройка колокольни к Храму бессребреников Космы и Дамиана в Космодемьянском (1888, Москва, Правобережная улица, 6а)[4];
- Церковь Благовещения Пресвятой Богородицы (1897—1900, с. Благовещенье Наро-Фоминского района Московской области)[5];
- Трапезная и колокольня Ржевской церкви у Пречистенских ворот (1898, Москва, Гоголевский бульвар, на месте д. 8, стр. 1 и сквера рядом), не сохранились[6];
- Первое московское реальное училище (1899—1901, Садовая-Кудринская улица, 9)
- Училищное здание (1900, Москва, Садовая-Черногрязская, 4);
- Учительский институт с церковью Андрея Стратилата, строил архитектор Н. П. Никитин (1903, Москва, Большая Полянка, 50), церковь не сохранилась[7];
- Жилой дом (1904, Москва, Большой Палашевский переулок, 12);

Ряд его построек находятся в Московской губернии, Рязани, Иваново-Вознесенске.